# Sabiote
Sabiote è un comune spagnolo di 4 171 abitanti situato nella comunità autonoma dell'Andalusia.

## Geografia fisica
Il Guadalimar segna il confine settentrionale del comune.